# Nerovnost (matematika)
V matematice představuje nerovnost relaci vyjadřující uspořádání čísel podle velikosti.
Pro dvě reálná čísla a, b lze zavést následující nerovnosti:
- {\displaystyle a>b} – ostrá nerovnost vyjadřující, že číslo a je větší než číslo b
- {\displaystyle a\geq b} – neostrá nerovnost vyjadřující, že číslo a není menší než číslo b, tzn. číslo a je větší nebo rovno číslu b
- {\displaystyle a<b} – ostrá nerovnost vyjadřující, že číslo a je menší než číslo b, což je totéž jako {\displaystyle b>a}
- {\displaystyle a\leq b} – neostrá nerovnost vyjadřující, že číslo a není větší než číslo b, tzn. číslo a je menší nebo rovno číslu b, což je stejné jako {\displaystyle b\geq a}
- {\textstyle a\neq b} – nerovnost vyjadřující, že číslo a není rovno číslu b, tzn. čísla a a b jsou různá.

Jako nerovnosti jsou označovány také některé matematické věty, např. trojúhelníková nerovnost, Minkowského nerovnost apod.
Jestliže není pravda, že {\displaystyle a>b} pak platí {\displaystyle b\geq a} (negace ostré nerovnosti je neostrá a opačně).